# Marianna Bączek
Marianna Bączek (ur. 27 stycznia 1931 w Bandysiach) – śpiewaczka z Puszczy Zielonej, członkini zespołów kurpiowskich: Carniacy, Bandysionki i Dłudzonki.

## Życiorys
Urodziła się w rodzinie artystów ludowych. Ojciec Władysław był znanym śpiewakiem wiejskim, aktywnym na weselach, pogrzebach i innych uroczystościach rodzinnych, stryj Bolesław Młynarski, skrzypek, był jednym z założycieli oddziału Związku Strzeleckiego w gminie Czarnia, a przed wojną współzakładał zespół Carniacy. Pieśni uczyła się też od babci. 
Po 1945 Marianna Młynarska zaczęła śpiewać w chórze parafialnym w Czarni i zespole Carniacy. W międzyczasie wyszła za mąż za Bolesława Bączka, z którym ma pięcioro dzieci. Jest wdową. 
Z Carniakami występowała do 1974. Śpiewała partie solowe i grała główne role w widowiskach obrzędowych (np. czepiarka w weselu kurpiowskim). Wraz z zespołem występowała m.in. w Filharmonii Narodowej, Teatrze Studio, w Teatrze Montownia w Warszawie. Jako solistka śpiewaczka wygrała kilkadziesiąt konkursów, m.in. „Jarmark Kurpiowski” w Myszyńcu, „Kurpiowskie Prezentacje Artystyczne” w Ostrołęce, „Ogólnopolski Festiwal Zespołów Kurpiowskich” w Nowogrodzie, Ogólnopolski Festiwal Folklorystyczny w Węgrowie i w Sokołowie Podlaskim, Mazowiecki Festiwal Kapel i Śpiewaków Ludowych w Mińsku Mazowieckim. Na Festiwalu Kapel i Śpiewaków Ludowych w Kazimierzu zdobywała pierwsze miejsca zarówno jako solistka, jak też uczestniczka zmagań w kategorii Mistrz i Uczeń. Była tam pięciokrotnie. W 2010 zdobyła „Złota Basztę”. Występowała na koncertach radiowych, np. w 2012 na koncercie „Muzyka źródeł – Kurpie” inaugurującym XV Festiwal Folkowy Polskiego Radia „Nowa Tradycja”.  
Należała do grup śpiewaczych Dłudzonki i Bandysionki. W 2000 otrzymała jako członkini Bandysionek Nagrodę im. Oskara Kolberga. Na początku XXI w. postawiła na solową karierę. 
Specjalizuje się w pieśniach leśnych i polnych, pogrzebowych i trampanych. Jej repertuar pieśni, jak również opowieści o dawnych obrzędach na Kurpiach, jest zarejestrowany w archiwach Polskiego Radia oraz Instytutu Sztuki Polskiej Akademii Nauk. Posługuje się gwarą kurpiowską, występuje w stroju kurpiowskim. 
Jest mistrzynią i nauczycielką zarówno dla osób z Kurpiowszczyzny, jak też z całej Polski, szczególnie podczas międzypokoleniowych spotkań i warsztatów śpiewaczych. Jej głos cenią etnomuzykolodzy oraz rekonstruktorzy i pasjonaci śpiewu tradycyjnego. Współpracowała solo oraz w składzie Bandysionek ze środowiskami warszawskiego Domu Tańca, festiwalu Wszystkie Mazurki Świata, gdańskiego Stowarzyszenia „Trójwiejska” i jego „Kurpiogrania” a także z wieloma artystami m.in.: Adamem Strugiem, Anną Marią Jopek.

## Nagrody
- 1992 - Odznaka „Zasłużony Działacz Kultury”
- 2000 - Nagroda im. Oskara Kolberga jako członkini zespołu Bandysionki[2]
- 2010 - „Baszta” główna nagroda Festiwalu Kapel i Śpiewaków Ludowych w Kazimierzu Dolnym[2]
- 2011 - „Kurpik” Nagroda Prezesa Związku Kurpiów w kategorii Muzyka i Taniec[9]
- 2013 - laureatka konkursu Programu II Polskiego Radia „Muzyka Źródeł”[10].
- 2014 - Medal „Pro Mazovia” (2014)[2]
- 2014 - odznaczona Krzyżem Kawalerskim Orderu Odrodzenia Polski za wybitne zasługi w tworzeniu i upowszechnianiu polskiego folkloru[11].
- 2017 - Nagroda Starosty Powiatu Ostrołęckiego[1]
- 2019 - Nagroda im. Oskara Kolberga w dziedzinie śpiewu[2]
- 2021 - nagroda Wójta Gminy Czarnia „Bartnik 2021” (jako członkini zespołu Bandysionki)[12][13]